# Partido di Lincoln
Il partido di Lincoln è un dipartimento (partido) dell'Argentina facente parte della provincia di Buenos Aires. Il capoluogo è Lincoln.